# CJEB-FM
CJEB-FM, mieux connu sous le nom de Rythme 100.1 est une station de radio commerciale située dans la ville de Trois-Rivières, Québec appartenant à Cogeco Média et diffusant à la fréquence 100,1 MHz sur la bande FM avec une puissance de 43 050 watts.
Elle fait partie du réseau Rythme FM.

## Historique
Cogeco Radio-Télévision inc. a obtenu sa licence pour CJEB-FM le 2 juillet 2003 et la station est entrée en ondes le 8 juin 2004, qui s'est joint au réseau Rythme FM dans la région de la Mauricie. Les studios sont situés au 1350, rue Royale, bureau 1200, Trois-Rivières, avec ceux de la station-sœur CKOB-FM 106,9.
À la suite de l'achat des stations Corus Québec par Cogeco annoncé le 30 avril 2010 sous approbation du CRTC, CJEB-FM est devenue la station-sœur de CHLN-FM (Souvenirs Garantis), qui est devenue CKOB-FM en février 2011, une station du réseau CKOI.

## Programmation
La programmation du 100,1 Rythme FM provient de Trois-Rivières tous les jours de la semaine de 5 h 30 à 8 h 30, et de 13 h à 16 h, ainsi que les week-ends de 11 h à 16 h.
Le reste de la programmation (heure du midi, soirs et nuits) provient de Montréal, en réseau sur le réseau Rythme FM.

## Animateurs du 100,1 Rythme FM

### 2012 - 2013
- Karl Blanchard, (Les matins de la Mauricie)
- Claude Boucher, (journaliste, Les matins de la Mauricie)
- Julie Desjardins, (Rythme au Travail, après-midi)
- Fernando Gasse, (Rythme au Travail, avant-midi)
- Marilyne Lévesque, (Les matins de la Mauricie

### 2013 - 2014
.Indisponible.

### 2014 - 2015
- Karl Blanchard, (Le matin, tout est possible) (Parti Pour l'Été)
- Stéphanie Guérette (Le matin, tout est possible) (Parti Pour l'Été)
- Claudia Ébacher (Rythme au travail AM)
- Christine Plamondon (Rythme au travail PM)
- Sébastien Benoît (Mitsou et Sébastien)
- Mitsou Gélinas (Mitsou et Sébastien)
- Véronique Cloutier (Le Véro Show)
- Denis Fortin (La musique du 6 à 8) (La terrasse du 6 à 8)
- Bruno Morissette (À la poursuite du bonheur)
- Geneviève Dempsey (À la poursuite du bonheur) (Soir d'été)
- Maxime Roberge ( Les Weekends Rythme FM)
- Émilie Brassard (Le 6 à 9 Café!)
- Philippe Pépin (Weekend 80-90) (Le Party Musical) (Souriez, c'est l'été) (Côté Soleil)
- Marie Andrée Hamel (À la poursuite du bonheur WEEKEND) (Soir d'été WEEKEND)
- Francisco Randez (Le dimanche, c'est le bonheur) (Été 80-90)

### 2015 - 2016
- Karl Blanchard, (Rythmez vos matins)
- Stéphanie Guérette (Rythmez vos matins)
- Claudia Ébacher (Rythme au travail AM)
- Christine Plamondon (Rythme au travail ) (Rythme au travail VENDREDI)
- Sébastien Benoît (Mitsou et Sébastien)
- Mitsou Gélinas (Mitsou et Sébastien)
- Véronique Cloutier (Le Véro Show)
- Marie Soleil Michon (Le Véro Show)
- Denis Fortin (La musique du 6 à 8)
- Bruno Morissette (À la poursuite du bonheur)
- Maxime Roberge ( Les Weekends Rythme FM)
- Julie Desjardins (Le 6 à 9 Café!)
- Philippe Pépin (Weekend 80-90) (Le Party Musical) (Souriez, c'est samedi)
- Marie Andrée Hamel (À la poursuite du bonheur WEEKEND)
- Francisco Randez (Le dimanche, c'est le bonheur !)

### 2016 - 2017
- Karl Blanchard, (Rythmez vos matins)
- Stéphanie Guérette (Rythmez vos matins)
- Christine Plamondon (Rythme au travail)
- Mitsou Gélinas (Mitsou et Sébastien)
- Patrick Marsolais (Le show du retour)
- Marie-Soleil Michon (Le show du retour)
- Denis Fortin (La musique du 6 à 8)
- Francisco Randez (Le dimanche, c'est le bonheur)
- Maxime Roberge ( Les Weekends Rythme FM)
- Julie Desjardins (Le 6 à 9 Café!)
- Philippe Pépin (Weekend 80-90!; Le Party musical!; Souriez, c'est samedi)
- Marie-Andrée Hamel (Soirées de bonheur)
- Francis Gilbert (Soirées de bonheur)

### 2017-2018
- Maxime Roberge, Christine Plamondon et Marc-Antoine Munez (Bonjour la Mauricie!)
- Christine Plamondon (Rythme au travail)
- Mitsou Gélinas (Mitsou et Jean-Philippe)
- Jean-Philippe Dion (Mitsou et Jean-Philippe)
- Marie-Soleil Michon (Des hits dans l'traffic)
- Sébastien Benoit (Des hits dans l'trafic)
- Denis Fortin (La Playlist)
- Stéphane Richard (Soirée à votre rythme)
- Alexandre Trudel (Les weekend à Alex)
- Marie-Andrée Hamel (Soirée à votre rythme WEEKEND)
- Julie Desjardins (Showbizz Weekend)
- François Fortin (25 ans de hits; Le Party Dance; Les hist 90 - 2000)
- Nadia Bilodeau (Dimanche 90)

## Ancien Animateurs du 100,1 Rythme FM
- Marc Bossé, (Le bonheur est à 4 heures et La fièvre du vendredi soir)
- Pierre Landry, (Les week-ends à Pierre)

## Logos

Logo de 2009 à 2018
2018-2019
Logo actuel depuis 2019